# 仁青安杰
仁青安杰（1952年12月—），男，藏族，青海共和人，中华人民共和国佛教人物，第六世堪格欠活佛，现任中国佛教协会副会长，青海省政协副主席，第九、十三届全国政协委员。